# Andreea Diaconu
Andreea Diaconu (pronunție în română [anˈdreja ˈdjakonu]; n. 28 martie 1991) este un fotomodel român. Ea este una dintre cele mai populare modele din România. A apărut pe coperțile revistelor din Franța, România, Rusia, Spania și Elveția. Diaconu a pozat pentru revista Vogue pentru prima dată la vârsta de 21 de ani, pentru numărul din luna februarie a anului 2013. Reprezintă Gucci, Dolce & Gabbana, și Belstaff. În 2014, ea a pozat într-o campania de primăvară pentru Belstaff, cu David Beckham.
Diaconu este a doua româncă, după Diana Moldovan, care a pozat pentru catalogul Victoria Secret. 

## Cariera
Diaconu a defilat în cadrul prezentărilor de modă pentru Roberto Cavalli, Prada, Tommy Hilfiger, Bottega Veneta, Gucci, Dolce & Gabbana, Michael Kors, Balmain, DKNY, John Galliano, Chanel, Blumarine, Versace, Oscar de la Renta, Emilio Pucci, Ralph Lauren, Salvatore Ferragamo, Marchesa, Giorgio Armani, Thierry Mugler, Moschino, Stella McCartney, DSquared2, Tom Ford, Vera Wang, Carolina Herrera, rag+bone, Chloé, Missoni, Gianfranco Ferré, Emporio Armani, Prabal Gurung, Céline și Lanvin. 
Ea a apărut în campanii publicitare pentru Viktor & Rolf, Gucci, Hugo Boss, Donna Karan, Céline, Tiffany & Co., De Beers, Chloé, Ralph Lauren, Dolce & Gabbana, Tod's, Salvatore Ferragamo, David Yurman, Giuseppe Zanotti, Trussardi, Isabel Marant, Balmain, Max Mara, Adolfo Dominguez, Custo Barcelona, J. Crew, H&M, Juicy Couture și Gap.